# Spelling bee

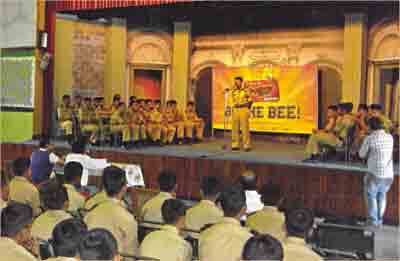
Un spelling bee au Jhenaidah Cadet College au Bangladesh : un candidat s'adresse à une table de jurés depuis une scène remplie d'autres participants.

Un spelling bee, terme anglais signifiant « concours d’orthographe », ou Épelle-moi, est une compétition dans laquelle les participants doivent épeler un grand nombre de mots choisis à l’avance, de plus en plus difficiles. C’est une forme minimaliste de dictée. L’idée serait née aux États-Unis et a été reprise dans plusieurs pays anglophones ; des événements de ce genre, avec des variantes.
Le premier gagnant recensé d'un spelling bee officiel est Frank Neuhauser, qui gagna le premier spelling bee américain (National Spelling Bee) à Washington, en 1925, à l'âge de onze ans.

## Dans le monde

### États-Unis
Aux États-Unis, les premières expériences d'une compétition d'épellation des mots anglais remontent aux années 1800. C’est en 1908 à Washington qu’a eu lieu la première compétition nationale et celle-ci a été remportée par Marie C Bolden, une afro-américaine de 13 ans. Elle a brillamment orthographié 100 mots à l'écrit et 400 sur scène, ce qui lui a valu de remporter la médaille d'or. Mais sa victoire a été rapidement éclipsée par des préjugés raciaux, les résultats de la compétition ne furent pas publiés, et le concours n'a pas eu lieu pendant 17 ans, jusqu'en 1925, toujours à Washington. Ce fut le jeune Frank Neuhauser, alors âgé de 11 ans seulement, qui fut donc déclaré premier vainqueur historique du concours. Depuis chaque année, des compétitions sont organisées dans tous les établissements scolaires américains afin de déterminer les représentants de chaque localité, puis de chaque état.
Des candidats issus des différentes communautés américaines (Anglo-saxonne, Afro-américaine, Hispanique, Asiatique,…) sont alors réunis lors du Scripps National Spelling Bee à chaque année. 
En 2006, le film de Doug Atchison « Les mots d’Akeelah » retrace le parcours de la jeune Akeelah, interprétée par Keke Palmer, qui est parvenue à se qualifier Championne du National Spelling Bee aux États-Unis.

### Afrique du Sud
L’association Épelle-moi Afrique du Sud a été créée en 2019. Elle est rattachée à la fondation ‘A Better Africa’, qui organise également des compétitions d'épellation des mots anglais et met en place des programmes d’alphabétisation pour les communautés défavorisées. Épelle-Moi Afrique du Sud organise des compétitions d’épellation des mots des enfants des écoles publiques et privées aussi bien francophones que non francophones, en Afrique du Sud, Lesotho et Malawi. L’association s’adresse en partie à des enfants immigrés issus de la diaspora africaine venant de milieux moins privilégiés, résidant en Afrique du Sud.
L’association intervient toute l’année au sein de différentes écoles et structures, afin de promouvoir la langue française, à travers de nombreux ateliers et projets éducatifs variés.[source secondaire nécessaire]

### Bénin
Les premières adaptations de cette compétitions à la langue française ont été observées en Haïti(en 2008), et au Bénin (en 2009) avec plusieurs diffusions sur la chaîne nationale ORTB.

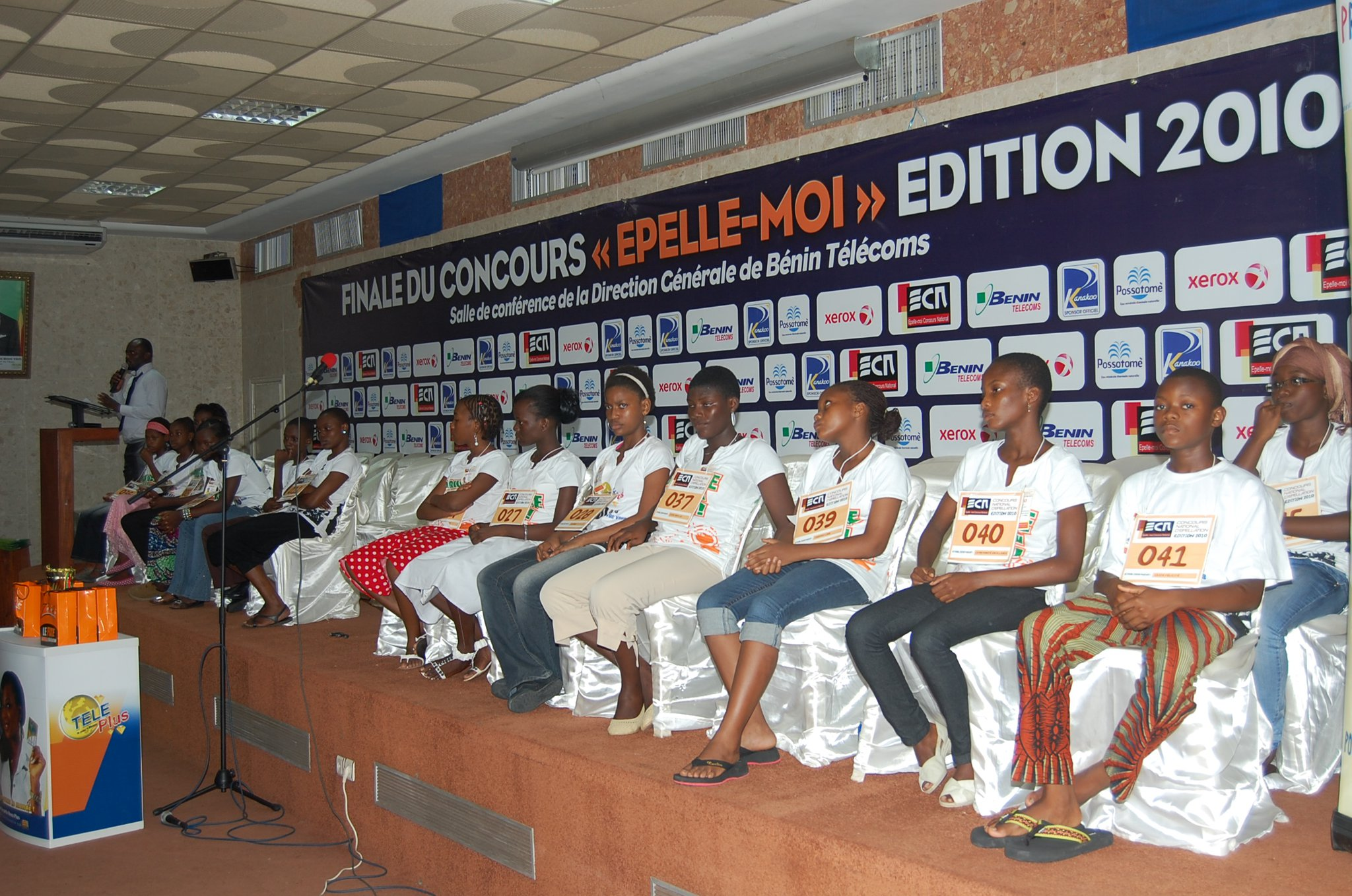
Candidats participant au Concours Epelle-moi à Cotonou

Depuis 2009, l’association CE.NE.DUC Bénin organise depuis 2009 « Épelle-moi Concours National », une compétition d'épellation des mots à l'attention des collégiens et lycées de la 6è en 3ème. Prenant la forme d'un tournoi, ils démarrent par des sélections dans 10 localités du Bénin pour culminer à une finale nationale en passant par des sélections départementales.
Plusieurs initiatives locales ou thématiques sont aussi observées dans pays; elles sont souvent le fait d'associations ou d'institutions à vocation éducative.

### Canada

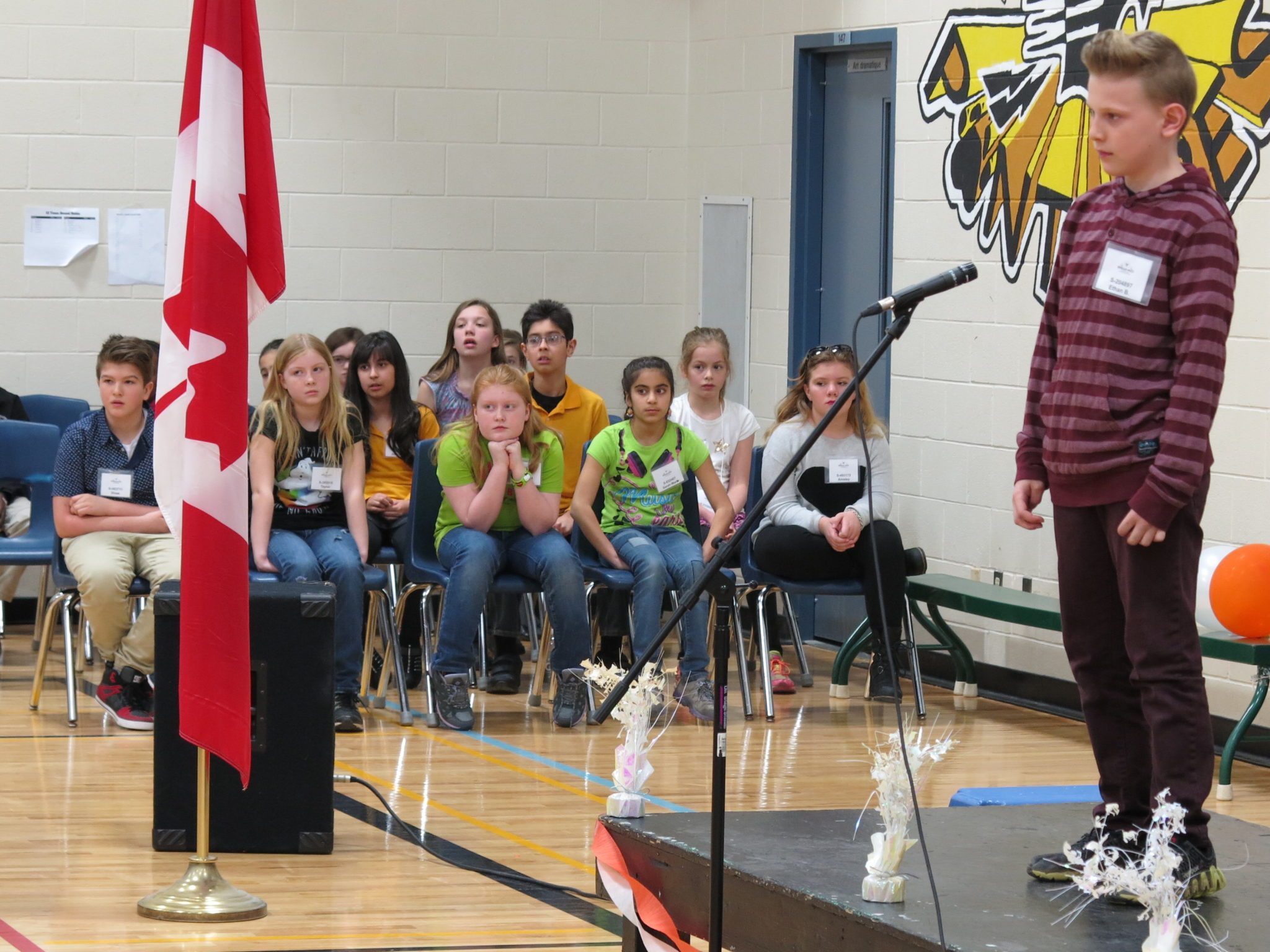
Candidat participant à une compétition d'épellation des mots au Canada

L’association Épelle-Moi Canada (ÉMC) a été créé en 2016, à travers une collaboration avec l’organisme anglophone Spelling Bee of Canada (SBOC) lequel existe depuis 1987.
Des compétitions annuelles sont organisées au niveau régional puis au niveau national avec des milliers de participants en provenance de toutes les provinces du pays. L'édition 2022 a été diffusée en direct sur CBC Sports Canada.

### Mali
Depuis 2014, l’association « La Main sur le Cœur » réunit plus de 200 élèves de tout le pays avec le concours « Épelle-Moi Mali ».
La finale est retransmise sur la chaîne nationale ORTM2.

### France
En France, la chaine de télévision France 3 a organisé de 2009 à 2011, le concours Épelle-moi un mouton
En France, de 2009 à 2011, la chaine de télévision France 3 proposait le tournoi d’orthographe, afin de tester les connaissances de plus de 2000 élèves, venus de 12 académies[réf. nécessaire].
À l'issue des qualifications régionales organisées à Bordeaux, Lyon, Paris et Strasbourg, douze élèves de 5e ont été retenus et devaient s'affronter à l'occasion d'une grande finale devant un jury composé de personnalités issues du monde de la langue française.
Depuis 2019, la Fondation Voltaire organise « Les Dicos d’Or », un concours de vocabulaire organisé par vidéo-conférence à l'attention des collèges et lycées français à travers le monde entier. Les candidats sont appelés non seulement à épeler des mots, mais aussi à donner une définition approximative d’un mot choisi par le jury. Cette initiative a regroupé, en 2022, plus de 18.500 élèves de 6e à la 2e scolarisés dans plus de 50 pays francophones.

#### Guyane française
Depuis 2011, La collectivité Territoriale de la Guyane, organise le concours national « Guyane Épelle-moi » où les enfants âgés de 9 à 15 ans s’affronte par section lors de la grande finale.

#### Polynésie française
De 2011 à 2018, la chaine de télévision Polynésie la 1ère organise au niveau national « Le Concours d’épellation »  s’adressant principalement aux élèves de CP/CE1.

### Autres
Plusieurs autres pays organisent à l’échelle locale ou nationale ce type de compétitions valorisant la langue française tels que Haïti, le Togo, la Côte d’Ivoire, le Gabon, le Tchad, la République Démocratique du Congo et le Cameroun.